# Miguel Urdangarin y Borbón
Miguel de Todos os Santos Urdangarin e Bourbon (Miguel de Todos los Santos Urdangarin y Borbón; Barcelona, 30 de abril de 2002) é a terceira criança e filho mais novo da Infanta Cristina de Espanha e de seu marido, Iñaki Urdangarin, antigos duques de Palma de Maiorca. É o quinto neto dos reis eméritos da Espanha, João Carlos I e Sofia da Grécia, sendo assim sobrinho do atual rei, Filipe VI. Atualmente ocupa o nono lugar na linha de sucessão ao trono espanhol.
Miguel possui dois irmãos mais velhos: Juan Valentín e Pablo Nicolas, e uma irmã mais nova: Irene.

## Nascimento e batismo
Miguel nasceu em 30 de abril de 2002 na Centro Médico Teknon, às 7h30 (horário local), em Barcelona, sendo o quarto neto varão do rei João Carlos. Na ocasião, pesava 3,350kg e media 52 centímetros.
Pouco menos de dois meses após seu nascimento, em 23 de junho de 2002, foi batizado no Palácio da Zarzuela. O cardeal Antonio María Rouco Varela presidiu a cerimônia. A água utilizada veio do rio Jordão. [carece de fontes?]
Seus padrinhos foram: seu tio materno, o príncipe Filipe (agora rei Filipe VI da Espanha), e sua tia materna, Lucia Urdangarin.
Miguel de Todos os Santos Urdangarin e Bourbon foi nomeado por seu tio paterno, Mikel Urdangarin; e "de Todos os Santos" por tradição na família real espanhola.

## Educação e interesses
Miguel iniciou sua educação na Escola de Educação Infantil Carles Riba, na Espanha. Após mudar-se com seus pais e irmãos para Washington, D.C, passou a frequentar a escola francesa Lycee Rochambeau, onde não teve quaisquer dificuldades em adaptar-se, até o retorno da família para a Espanha, em 2012. Então, ingressou numa escola francesa nas localidades. Durante o verão de 2013, ele se mudou com sua mãe e irmãos para a Suíça, enquanto o seu pai permaneceu na Espanha para lidar com o escândalo no qual estava envolvido, Miguel então foi matriculado na Escola Internacional de Genebra, onde estuda atualmente.
Em 28 de maio de 2011, como é tradicional na família real espanhola, Miguel fez sua primeira comunhão às 12h da tarde nos jardins do Palácio da Zarzuela.
À semelhança dos restantes membros da família real espanhola, Miguel é um desportista nato e já foi visto a praticar tanto desportos na neve como no mar. Ele fala pelo três línguas: espanhol, francês e inglês. No verão, é presença constante em Palma de Maiorca para as férias com seus pais, irmãos, avós, tios e primos.

## Aparições públicas
Como um membro da casa real espanhola, ele ocasionalmente aparece com a família real para determinados eventos.

## Títulos e estilos
- 30 de abril de 2002 - presente: "Sua Excelência, Dom Miguel de Todos os Santos Urdangarin e Bourbon, Grande de Espanha."

Desde o nascimento, Miguel é legalmente intitulado Sua Excelência. Todas as crianças da infanta Elena e da infanta Cristina ostentam o estilo de "SE Dom/Dona", como convém aos filhos de uma Infanta de Espanha. Apesar de não terem um grande título nobiliárquico, todos os netos do rei João Carlos I, sem distinção, são membros oficiais da família real espanhola.